# Vestinere
Vestinerne var en stamme, der i oldtiden beboede et område i Mellemitalien, afgrænset af floderne Fino og Aterno. De største byer i området var Pitinum (tæt på nutidens L'Aquila), Aufinum (Ofena), Peltuinum (Prata d'Ansidonia), Pinna (Penne) og Aternum (Pescara, som var delt med Marrucinerne). 

## Historie
Et af de ældste vidnesbyrd om Vestinerne, er en skulptur, Krigeren fra Capestrano, dateret fra det 6. århundrede f.Kr. og fundet nær Capestrano i provinsen Aquila. Skulpturen er i dag udstillet i Abruzzos arkæologiske museum i Chieti.
Vestinerne nævnes første gang i historiebøgerne i forbindelse med, at de sluttede sig sammen med Romerrigets fjender, da den anden Samniske krig begyndte i 325 f.Kr. Romerne vandt, og fra 302 f.Kr. var Vestinerne deres allierede. Vestinerne talte oprindeligt det italiske sprog oskisk, men efter Forbundsfællekrigen 90-88 f.Kr. blev området en del af selve Romerriget, og befolkningen blev anerkendt som romerske borgere og begyndte at tale latin.